# ヴェリングラト
座標: 北緯42度1分 東経24度0分 / 北緯42.017度 東経24.000度

ヴェリングラト
Велинград

ヴェリングラト ブルガリア内のヴェリングラトの位置

ヴェリングラト (Вѐлинград / Velingrad) はブルガリア南西部の町、およびそれを中心とした基礎自治体。パザルジク州に属する。ブルガリアでもっともよく知られる温泉療養リゾートの町である。ヴェリングラトは、ブルガリア南部をはしるロドピ山脈のチェピノ渓谷 (Чепино / Chepino) にある。
ヴェリングラット、ヴェリングラッド、ヴェリングラード、ヴェリングラート、ベリングラット、ベリングラッド、ベリングラード、ベリングラートなどの表記も。

## 歴史
伝説によると、オルペウスはこの地に住んでいたことがあるといわれている。また、この地でスパルタクスは並外れた力を体得したとも伝えられている。
かつてはトラキア人の地であったこの地方には、後にスラヴ人が移住してきた。ここにはドラゴヴィチ氏族 (Драгожичи / Dragovichi) が居住していた。ドラゴヴィチ族はトラキア人の要素を多く受け継いでいたが、やがてスラヴ化した。まもなくブルガール人がバルカン半島に侵入し、この地域はマラミル (Маламир / Malamir) によって第一次ブルガリア帝国に編入された。
オスマン帝国支配下となってからは、トルコ人たちはこの地方の多くのスラヴ人たちをイスラム教に改宗させた。

## 地理
ヴェリングラトは標高750メートルから800メートルに位置している。夏季は比較的涼しく、冬季は寒冷である。年間平均気温は摂氏10度であり、7月の平均気温は19度である。年間日照時間は平均で2,000時間ほどである。また、湿度は65%から75%ほどである。古いマツの木の森に取り囲まれ、町は十分な日光に恵まれている。

### 温泉
ヴェリングラトとその周辺には、療養・予防効果のある70の温泉の源泉がある。温泉から湧き出る水は高温であり、ミネラル分を豊富に含み、ラドンやケイ酸、フッ素イオンを含み、さまざまな病気療養に効果がある。ラジェネ (Ладжене / Ladzhene)、カメニツァ (Каменица / Kamenitsa)、チェピノ (Чепино / Chepino)、ラキトヴォ (Ракитово / Rakitovo)、コスタンドヴォ (Костандово / Kostandovo) の5つの温泉源からは、毎分9000リットルの天然温泉が湧き出ている。
温泉とともに、ヴェリングラトには冷たい水が湧き出る泉もある。クレプトゥザ (Клептуза / Kleptuza) はブルガリア最大のカルスト泉で、毎分1,200リットルの冷水が湧き出ている。

## 町村
ヴェリングラト基礎自治体 (Община Велинград) には、その中心であるヴェリングラトをはじめ、以下の町村（集落）が存在している。
- Абланица|
- Алендарова
- Биркова
- Бозьова
- Бутрева
- Велинград
- Враненци
- Всемирци
- Горна Биркова
- Горна Дъбева
- Грашево
- Долна Дъбева

- Драгиново
- Кандови
- Кръстава
- Медени поляни
- Пашови
- Побит камък|
- Рохлева
- Света Петка|
- Сърница
- Цветино
- Чолакова
- Юндола